# Vô lê (bóng đá)

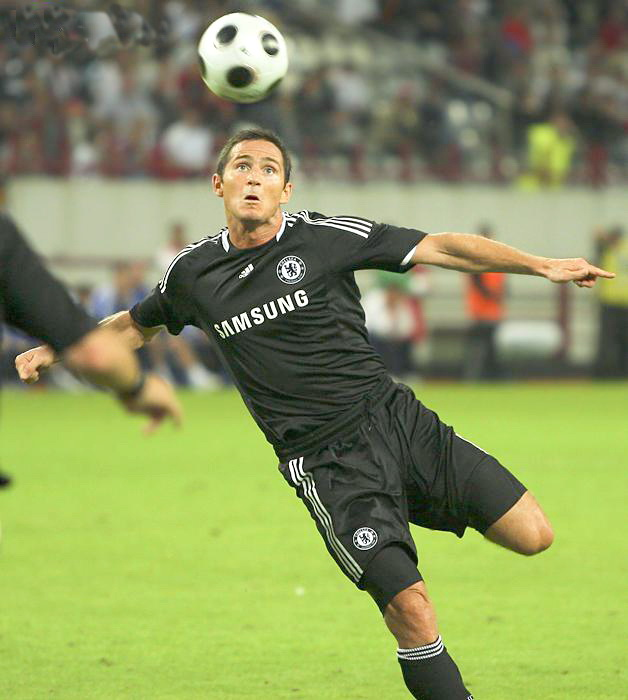
Frank Lampard chuẩn bị thực hiện một cú vô lê khi đang chơi cho Chelsea F.C.

Trong bóng đá, thường dùng trong các pha dứt điểm, cú vô lê là một kỹ thuật đá rất phức tạp: đá quả bóng khi nó còn đang bay trên không và chuyển hướng nó trước khi nó chạm mặt đất. Mặc dù khó như vậy, nhưng đôi khi nó cũng được dùng trong các pha chuyền bóng.

## Khái quát
Trong tiếng Việt, từ "vô lê" bắt nguồn từ "volée" trong tiếng Pháp hay "volley". Đây được xem là một trong những kỹ thuật đẹp mắt nhất trong bộ môn bóng đá. Một cú đá được gọi là "vô lê" khi quả bóng được sút bằng chân ngay ở trên không trung. Để thực hiện một pha "vô lê" có thể cực kỳ khó khăn vì để bóng đi trúng vào mục tiêu thì nó phải đòi hỏi có sự phối hợp ăn ý giữa chân và mắt và cả thời gian.
Trình tự một cú đá "vô lê" là khi quả bóng đang bay lên không trung và cầu thủ đang ở vị trí thuận lợi hoặc đang di chuyển đến vị trí đó. Khi bóng rơi đến đúng tầm chân thì cầu thủ lúc này sẽ thực hiện cú sút ở các tư thế nghiêng người và tung người để đá nối trước khi quả bóng chạm mặt đất. Kỹ thuật này hoàn toàn khác với kỹ thuật đệm nối bóng được thực hiện khi cầu thủ chỉ đệm chân để làm thay đổi hướng bóng ở tư thế nghiêng người.
Trong tấn công, "vô lê" được dùng khi đội bóng gặp khó khăn trong việc ghi bàn. Vì một cú đá "vô lê" chính xác và đúng uy lực sẽ không cho thủ môn đối phương một cơ hội nào để cản phá. "Vô lê" còn được sử dụng trong chuyền bóng nhưng rất ít vì nó khá khó kiểm soát trong khi việc chuyền bóng lại đòi hỏi điều ngược lại. Thậm chí nó còn được đưa vào trong việc phòng ngự khi cầu thủ cần phá bóng ra thật xa.
Một vài thuật ngữ khác mà ngày nay vẫn còn được sử dụng trong tiếng Việt dù ít thông dụng hơn thuật ngữ "vô lê" là Xe đạp chổng ngược. Thực tế, đây là một kỹ thuật biến thể của "vô lê", được thực hiện khi cầu thủ tung người lên khỏi mặt đất và ở tư thế xoay lưng lại so với cầu môn. Vì mức độ khó cao hơn kỹ thuật "vô lê" bình thường, nên nó rất hiếm khi được sử dụng, trừ một vài trường hợp đặc biệt trong thi đấu hoặc biểu diễn kỹ thuật không thi đấu trước khán giả.Và còn một thuật ngữ nữa về vô lê là kỹ thuật vô lê cắt kéo.